# Octopus brocki
Octopus brocki är en bläckfiskart som beskrevs av Ortmann 1888. Octopus brocki ingår i släktet Octopus och familjen Octopodidae. Inga underarter finns listade i Catalogue of Life.